# 亨利·克林頓
陸軍上將亨利·克林頓爵士，KB（General Sir Henry Clinton，1730年4月16日—1795年12月23日），英國陸軍將領及政治家，早年曾參與七年戰爭，1778年5月至1782年2月任北美英軍總司令，其間為美國獨立戰爭的英方最高指揮，在任期間曾經成功在1780年5月攻下革命軍重要據點查爾斯頓，俘虜敵軍5,000人。惟後來在北美南方戰事上連番失利，終在1781年10月見證英軍在約克鎮圍城戰役大敗，不久以後被召回英國。返國後他曾於1783年出版Narrative of the Campaign of 1781 in North America一書，書中為自己澄清及辯護，並將英方戰敗原因歸咎於前下屬康沃利斯勳爵，使兩人的惡劣關係公開。另一方面，克林頓與紐卡斯爾公爵家族具有親戚關係，在其協助下，他曾自1772年至1784年及自1790年至1795年出任下議院議員。
克林頓爵士來自一軍事世家，祖上早於1066年已為皇室效力，父親為軍人。除他以外，克林頓的其中兩名兒子後來亦在軍中擔任要職。

## 生平

### 早年生涯
亨利·克林頓在1730年4月16日生於紐芬蘭，伯父是第七代林肯伯爵，父親喬治·克林頓（約1686年－1761年7月10日）在他出生時時任紐芬蘭總督，至於母親則是斯蒂芬妮·卡爾（Stephanie Carle）。 克林頓的父親曾於1743年至1753年出任紐約皇家總督， 因此他的童年也是在紐約渡過。 克林頓一家本身與紐卡斯爾公爵的家族有親戚關係，所以克林頓與他的父親亦得到了紐卡斯爾公爵家的提攜。其中喬治·克林頓得以先後成為海軍將級軍官及紐約總督，也是托賴第一代紐卡斯爾公爵的安排而成。日後克林頓的前途也與紐卡斯爾公爵家族不無關係。
克林頓大約在1748年的時候開始在紐約的民兵部隊服役。到1751年，他前往英格蘭加入英國陸軍，並在透過家族出資下在科爾德斯特裡姆衛隊任上尉，至1758年獲調遷到第1步兵衛隊出任中校，該衛隊在稍後更名為擲彈兵衛隊（Grenadier Guards）。在1760年至1762年期間，克林頓在七年戰爭的晚期擔任不倫瑞克的斐迪南公爵的副官，頗獲讚賞，使他在1762年獲軍方擢升為陸軍上校。七年戰爭完結後，他獲委派指揮一個步兵軍團，後於1772年獲晉升為少將。 在同年，克林頓進而得到親戚第二代紐卡斯爾公爵的幫助，使他當選下議院約克郡的自治鎮橋（Boroughbridge）選區議員；到1774年10月，他轉而成為諾丁漢郡紐華克（Newark）選區議員，此後他一直保有議席至1784年為止。

### 美國獨立戰爭
在1775年3月，為鎮壓北美的十三州殖民地革命，英皇喬治三世派兵前往當地，並分別以克林頓、威廉·何奧少將及約翰·伯戈因（John Burgoyne）領軍，以加強英軍在波士頓的守備。在克林頓等援兵抵達波士頓以前，當地英軍自4月一直遭到圍困，在同年6月17日，克林頓參與由何奧等指揮的邦克山戰役（Battle of Bunker Hill），雖然成功將革命軍驅離波士頓港以北的高地，但英軍卻在戰事中損失1,000兵馬，付出沉重代價。 此後，為免在重蹈覆轍，克林頓曾向何奧強烈要求在波士頓港以南的多爾切斯特高地駐兵佈防，以防被亂軍佔領，但建議未獲何奧採納。到1776年1月，克林頓獲派率兵1,500人向南探索，以考察南、北卡羅萊納地區的軍事機會。克林頓出發後不久，多爾切斯特高地果真在同年3月被革命軍佔據，革命軍更在該地築壘建寨，最終迫使英軍棄守當地，並撤退到新斯科舍的哈利法克斯。
在1776年6月，克林頓所率部隊嘗試進攻南卡羅來納查爾斯頓的沙利文堡（Fort Sullivan），但以大敗告終，事後他更被召回英方大本營。這次的進擊雖然是與皇家海軍合作，但克林頓嚴重低估查爾斯頓的革命軍數目，以致戰事大失預算。另一方面，海軍指揮彼得·帕克爵士亦低估了沙利文堡的防禦程度，使海軍方面對沙利文島上莫爾特里堡（Fort Moultrie）的進攻被迫中途腰斬，英方分遣艦隊損失慘重。這次參與進攻的將士還包括了查爾斯·康沃利斯等人。
克林頓與其麾下25艘船艦在1776年8月重歸大隊，並與何奧的主力進攻紐約市。克林頓曾建議英軍由哈德遜河入侵，但何奧將軍未有接納。此後，英軍駐紮於長島上的格雷夫森德，並採納了克林頓提出的新方案，使英軍在隨後的長島戰役中取得重要勝利，他事後因功獲擢升為中將。在12月，他又奉何奧之命率兵6,000前往羅德島，並輕易取下紐波特。 在1777年4月，克林頓復獲英廷頒授KB勳銜，以示嘉獎他在攻佔紐約時所作的貢獻。

### 北美英軍總司令
在1778年5月，克林頓繼英軍在薩拉托加戰役（Saratoga Campaign）敗陣後取代何奧，成為北美英軍總司令，並在費城接受任命。在這時，法國已經正式與北美大陸議會結成美法聯盟。為抗擊法國的支援，克林頓奉英政府指令命派官兵5,000人到加勒比海地區加以截擊。美法結盟後，北美的英軍受到巨大壓力，爲集中軍力，克林頓不得不撤離費城退守紐約。在軍隊在轉移途中，6月28日在新澤西的蒙茅斯縣與華盛頓的大陸軍展開了蒙茅斯會戰（Battle of Monmouth），此時的北美大陸軍經過福吉穀休整之後，戰力已經大大提升，這次戰役的結果，迫使英軍半夜撤離戰場由陸路改海路撤回紐約。同年年尾，他揮兵南下，遠征喬治亞。這支部隊在12月攻克薩凡納，後又於1779年年初控制內陸地區。
克林頓派兵揮軍南下喬治亞，原本是希望聯結當地一直處於沉默的強大保皇黨勢力，而當時的殖民地大臣喬治·熱爾曼（George Germain）亦認為北美的南部殖民地民眾對英軍會比較友善。然而，這種設想很大程度是受逃亡英國的保皇黨所誇大， 而事實上，南部殖民地的確不熱衷於從英國獨立，因為他們擔心當地的農莊產品會因獨立而失去英國的龐大市場，但他們對英軍的支持卻從來沒有具體及普遍地展現出來，而這是英軍所始料不及的。面對這種情況，克林頓與他的部眾在南部一直感到被孤立，在整個美國獨立戰爭中，英軍積極嘗試動員南部保皇黨的支持，但效果卻始終未如理想。
踏入1779年後期，克林頓由紐波特抽調軍隊，集結大軍，以積極部署入侵南卡羅萊納地區。克林頓對計劃高度重視，並且親自指揮，在同年年尾率領14,000大軍由紐約取水路南下。到1780年年初，大軍成功在同年5月攻陷查爾斯頓。這個查爾斯頓圍城戰是在得到海軍將官馬利奧特·阿巴思諾特協助下進行的，英軍在戰事中成功受降革命軍逾5,000人，對革命軍透成沉重打擊。但同樣在這個時期開始，克林頓與其他同級將官的不和亦日益浮現，而事實上他與阿巴思諾特在圍城戰中也沒有充分合作。克林頓與其他同級軍官出現分歧及不願合作的問題在此後一直持續，軍方領導層未能團結一致，成為英方後來在戰爭中敗北的一大原因。
克林頓在攻佔查爾斯頓以後返回紐約，並將8,000名士兵留守南方戰場，交由副總司令康沃利斯將軍統領。 克林頓在那裡繼續遙距監控南方的戰事，從他對康沃利斯的通訊內容所見，可見他對南方戰況相當關注。 然而，隨著戰事繼續進行，克林頓與其下屬的關係卻愈見疏離，他在後期通訊所用的措詞也變得尖酸刻薄。這某程度上令曾與康沃利斯通訊的殖民地大臣喬治·熱爾曼也認為，克林頓的下屬不願遵從克林頓，而克林頓也視自己為唯一獨大的指揮。
此後，英軍在南方戰事中連番失利，其後康沃利斯更在1781年10月的約克鎮圍城戰役中大敗收場，並向以華盛頓及羅尚博伯爵為首的法國及革命聯軍投降，標誌著英方在美國獨立戰爭的徹底失敗。不久以後，克林頓亦因英軍敗陣而遭到撤換，返回英國，北美英軍總司令一職遂由蓋伊·卡爾頓爵士（Sir Guy Carleton）接任。有關克林頓爵士在美國獨立戰爭中的書信，現存放於諾丁漢大學內。

### 晚年生涯
返回英國以後，克林頓因帶領英軍戰敗，導致名聲不佳，返國後沒有再獲重用，也漸被公眾所淡忘。但為了對自己在戰爭中的表現作出澄清及辯護，他在1783年出版Narrative of the Campaign of 1781 in North America（《1781年北美戰事敘事》）一書，當中對前部下康沃利斯多有指責，令康沃利斯相當不滿，兩人惡劣關係亦隨之公開。到1784年，他又退出下院，選擇漸漸淡出公眾場合。
一直到1790年，克林頓再次在第二代紐卡斯爾公爵的協助下，透過購買屬於「口袋選區」的康沃爾郡朗塞斯通（Launceston）選區而重任下院議員，至1793年10月復獲軍方授予陸軍將軍軍銜。晚年的克林頓爵士再次獲得起用，於1794年7月獲委任為直布羅陀總督，可是，這時的克林頓已經頑疾纏身，以致久久未能成行，結果總督一職改由查爾斯·奧哈拉以副督身份暫代。克林頓始終也沒有痊癒過來，在1795年12月，他進行一項小型手術移除膝蓋的膿瘡，但是手術失敗，數日後在12月23日卒於倫敦攝政公園附近的波特蘭廣場家中，終年65歲。 他死後遺體安葬於溫莎堡附近的林肯禮拜堂。

## 家庭
克林頓在1767年2月娶女子哈莉特·卡特（Harriet Carter）為妻，兩人共育有五名孩子。哈莉特在1772年8月早逝，對克林頓構成很大打擊，有說他傷心得荒廢工作、不出席下院會議、甚至拒見朋友，他花了兩年時間才從喪妻的陰影中恢復過來。克林頓的其中兩名兒子日後也跟隨父親從軍，他們分別是：
- 威廉·亨利·克林頓爵士（1769年－1846年）
- 亨利·克林頓爵士（1771年－1829年）

## 評價
克林頓爵士在任北美英軍總司令四年時間，最終以混亂和戰敗劃上句號，他的名字在後世時常與英軍在美國獨立戰爭戰敗聯在一起，但不少歷史學者也多將英軍戰敗歸咎於其副手康沃利斯， 至於克林頓本身在戰後亦曾出書為自己平反和辯護。
一位曾效力克林頓的威姆斯少校（Major Wemyss）評論到，他「是一位尊貴而受敬重的軍官，有德意志式的作風；他曾為普魯士的斐迪南王子兼不倫瑞克公爵服役。他為人自負，接受奉承，對所有與軍事無關的事物感到厭惡，過份地被副官和愛將所誤導。」此外，陸軍上校查爾斯·斯圖爾特更曾刻薄地批評他「無能力指揮一隊騎兵，指揮一隊軍隊完全可以以白癡來形容。」歷史學者麥克西則持相反意見，認為他在戰場上是位具才華的將軍。 至於威姆斯少校認為，克林頓的真正弱點在於，他所專注的事務過份狹隘，加上缺乏自信，對管治構成致命一擊。他指出，作為總司令，克林頓對北美殖民地的民意缺乏真正掌握，同時錯誤衡量保皇黨的價值，除此之外，他還難以與同僚相處、具妒忌心、壞脾氣、以及太易論斷別人，正如在1778年時候，他就曾與何奧意見不合，而在他出任北美總司令任內，亦與同僚爭吵不斷，這都對英軍在戰爭中的整體表示構成一定損害。

## 著作
- Narrative of the Campaign of 1781 in North America, 1783. 網上版本 （页面存档备份，存于）

（《1781年北美戰事敘事》，1783年。）
註：為方便讀者，以上中文書名皆由維基編輯自行翻譯，絕不是指這些著作備有中文譯本，讀者亦不應視以上譯名為中文版書名。

## 榮譽

### 頭銜
- 亨利·克林頓，Esq（1730年4月16日－1751年）
- 陸軍上尉亨利·克林頓（1751年－1758年4月6日）
- 陸軍中校亨利·克林頓（1758年4月6日－1762年6月24日）
- 陸軍上校亨利·克林頓（1762年6月24日－1772年5月25日）
- 陸軍少將亨利·克林頓（1772年5月25日－1772年7月27日）
- 陸軍少將亨利·克林頓，MP（1772年7月27日－1777年）
- 陸軍中將亨利·克林頓，MP（1777年－1777年4月11日）
- 陸軍中將亨利·克林頓爵士，KB，MP（1777年4月11日－1784年4月1日）
- 陸軍中將亨利·克林頓爵士，KB（1784年4月1日－1790年6月22日）
- 陸軍中將亨利·克林頓爵士，KB，MP（1790年6月22日－1793年10月）
- 陸軍將領亨利·克林頓爵士，KB，MP（1793年10月－1795年1月9日）
- 陸軍將領亨利·克林頓爵士，KB（1795年1月9日－1795年12月23日）

### 殊勳
- K.B.（1777年4月11日）

## 注腳
1. ↑  Newcomb
2. ↑  克林頓在1741年獲委任，但事實上至1743年才正式到任。
3. ↑  . London Gazette. 5 June 1753: 1  [2008-06-24].
4. ↑  Gruber
5. ↑  . London Gazette. 23 May 1772: 2  [2008-06-24].
6. 1 2 3 4 5 6  Willcox
7. ↑  Bicheno
8. 1 2  Hibbert
9. ↑  McEvedy
10. ↑  Harvey
11. ↑  韋艾特認為，克林頓可能患有輕度神經症，使他對與同級同僚合作出現抗拒。（Wyatt, pp. 3-26）
12. ↑  Borick
13. ↑  Cornwallis Papers （页面存档备份，存于），The National Archives. Accessed 30 September 2008.
14. ↑  Germain Papers, Clements Library, An Arbor. Germain Papers （页面存档备份，存于） Accessed 30 September 2008.
15. ↑  Sir Henry Clinton （页面存档备份，存于）。Notable Names Database Accessed 23 September 2008.
16. ↑  Ira D. Gruber，‘Clinton, Sir Henry（1730–1795）’，Oxford Dictionary of National Biography, Oxford University Press, Sept 2004; online edn, Jan 2008 accessed 16 Sept 2008
17. 1 2  Mackesy p. 213.

## 延伸閱讀
- Buchanan, John. . John Wiley and Sons. February 1997. ISBN 047116402X.
- Clement, R. . Journal of American Folklore. January–March 1979, 92 (363): 66–67.
- Ferling, John. . Greenwood Press. October 1988. ISBN 031325527X.
- Hyma, Albert. . Hyma. 1957.
- McCullough, David. . Simon & Schuster. 2005. ISBN 0-7432-2671-2.
- Newcomb, Benjamin H., ‘Clinton, George（1686–1761）’ （页面存档备份，存于），Oxford Dictionary of National Biography, Oxford University Press, 2004, doi:10.1093/ref:odnb/68518. Retrieved 24 June 2008
- Peckham, Howard. . University of Chicago Press. 1967.
- Weintraub, Stanley. . Free Press. January 2005. ISBN 0-74-322687-9.

## 外部連結
- 諾丁漢大學相關簡介（页面存档备份，存于）
- 英國國家檔案館相關資料 （页面存档备份，存于）
- 亨利·克林頓爵士簡歷
- 亨利·克林頓爵士生平時序
- 大英百科簡介

| 军职                     | 军职                                      | 军职                     |
| ------------------------ | ----------------------------------------- | ------------------------ |
| 前任： 羅伯特·納皮爾     | 第12步兵軍團上校 1766年–1779年            | 繼任： 威廉·皮克頓       |
| 前任： 威廉·何奧         | 北美英軍總司令 1778年–1782年              | 繼任： 蓋伊·卡爾頓爵士   |
| 前任： 喬治·霍華德爵士   | 女皇直屬第7輕龍騎兵軍團上校 1779年–1795年 | 繼任： 大衛·鄧達斯       |
| 前任： 羅伯特·博伊德爵士 | 直布羅陀總督 1794年–1795年 （從未到任）   | 繼任： 查爾斯·雷恩斯福德 |